# Volcán Santa Clara (Nicaragua)

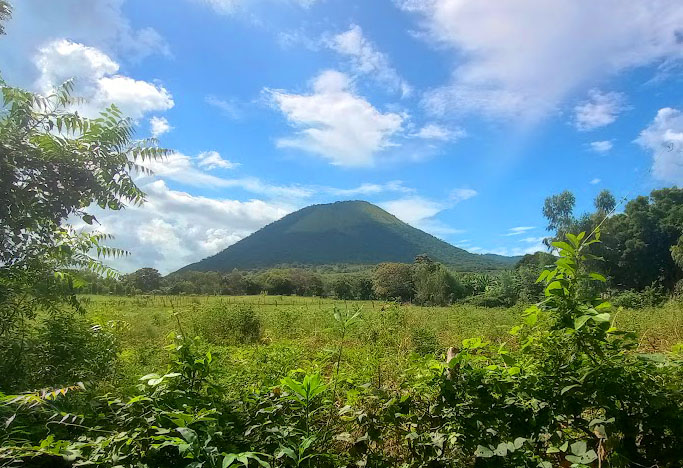
Vista del volcán Santa Clara

El volcán Santa Clara es un estratovolcán localizado unos kilómetros al norte del poblado de San Jacinto en la Reserva Natural Complejo Volcánico Telica-Rota. Este volcán forma parte de la cordillera volcánica de los Maribios.
Volcán Santa Clara está ubicado en el departamento de León, junto al volcán Telica. El volcán Santa Clara tiene una elevación de 844 m, se encuentra inactivo y posee un cono simétrico. Gran parte de su cono se encuentra erosionado y presenta parches de bosques donde se puede encontrar flora y fauna silvestre característica del bosque tropical seco. A este volcán también se le conoce como San Jacinto, por su cercanía al poblado homónimo. Debido a sus características físicas tiende a ser confundido con cerro.

Ubicación:  Reserva Natural Complejo Volcánico Telica-Rota

Tipo: Estratovolcán
Última erupción conocida: N/D

Latitud: 12.34°N

Longitud: 86.48°W

Elevación: 844 m